# Анвіль (Базель-Ланд)
Анвіль (нім. Anwil) — громада  в Швейцарії в кантоні Базель-Ланд, округ Зіссах.

## Географія
Громада розташована на відстані близько 70 км на північний схід від Берна, 16 км на схід від Лісталя.
Анвіль має площу 4 км², з яких на 8,1% дозволяється будівництво (житлове та будівництво доріг), 63,5% використовуються в сільськогосподарських цілях, 27,2% зайнято лісами, 1,3% не є продуктивними (річки, льодовики або гори).

## Демографія
2019 року в громаді мешкало 553 особи (-5,3% порівняно з 2010 роком), іноземців було 6,3%. Густота населення становила 140 осіб/км².
За віковим діапазоном населення розподілялося таким чином: 22,1% — особи молодші 20 років, 61,3% — особи у віці 20—64 років, 16,6% — особи у віці 65 років та старші. Було 225 помешкань (у середньому 2,4 особи в помешканні).
Із загальної кількості 117 працюючих 49 було зайнятих в первинному секторі, 4 — в обробній промисловості, 64 — в галузі послуг.